# シルバースター

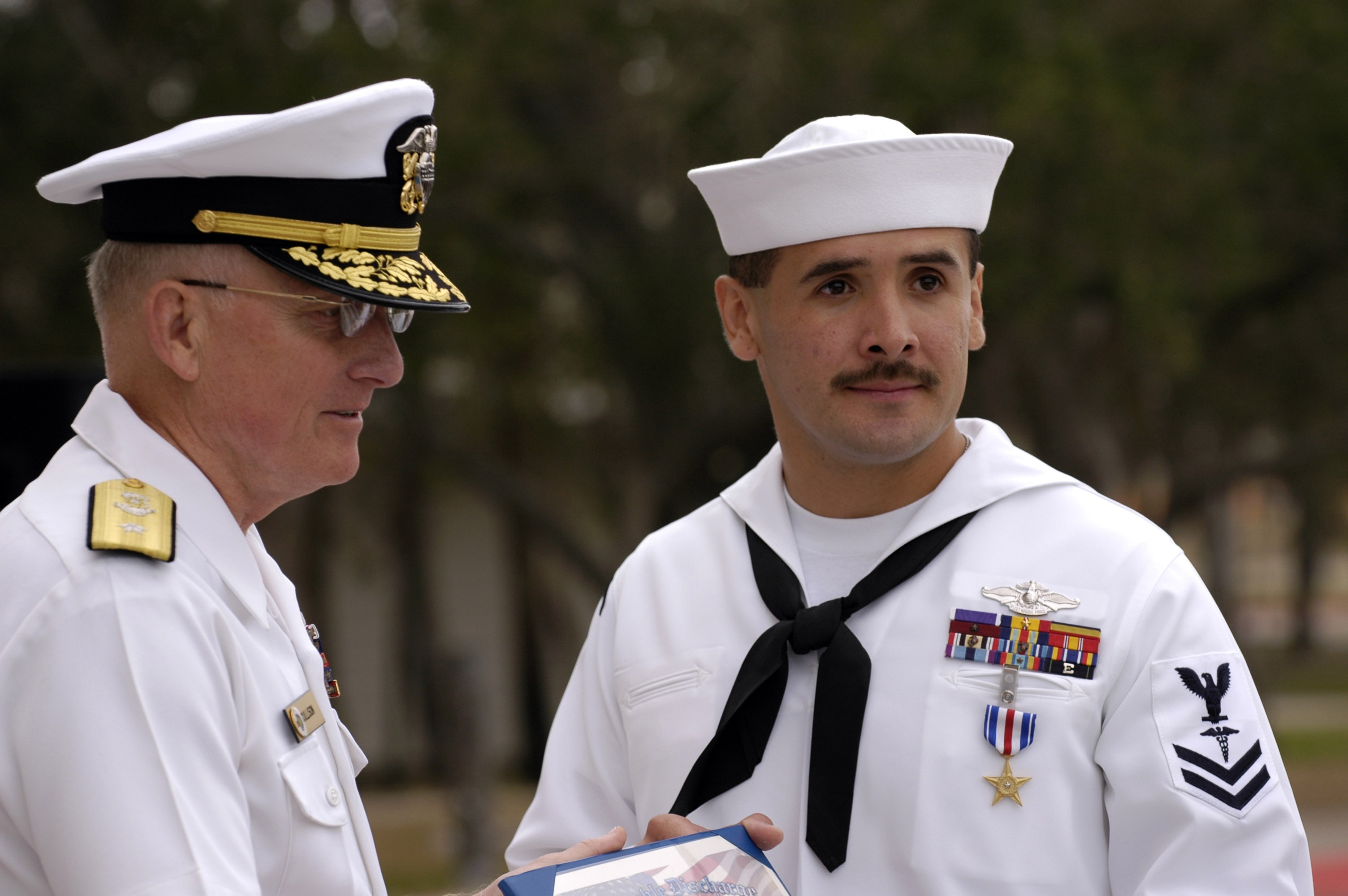
シルバースターを授与された海軍兵士。

シルバー・スター（英: Silver Star）は、アメリカ合衆国五軍の将兵に授与される勲章。日本語では銀星章と訳される。「敵対する武装勢力との交戦において勇敢さを示した」兵士に対して授与される。

## 沿革

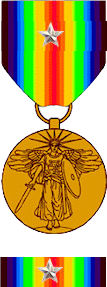
第一次世界大戦の戦捷記章に付けられたサイテーションスター。

1918年7月9日、議会制定法 (65th Congress, Sess II, Chapter 143, page 873) によりサイテーション・スター（Citation Star）が制定された。サイテーション・スターは従軍記章のリボンに差込んで着用する直径 3⁄16 インチの星形クラスタで、名誉勲章、殊勲十字章もしくは海軍十字章、または陸・海軍の殊勲章の授与基準は満たさないが、戦闘において勇敢さを示した将兵に授与されるとされていた。この章は米西戦争まで遡及して授与され、各戦争の従軍記章に付けられた。
1932年7月19日、アメリカ合衆国陸軍長官はサイテーション・スターをシルバースターへ置き換えることを承認した。議会での認可は1942年で、8月7日に海軍、12月15日に陸軍に関する議会制定法が成立した。サイテーションスターはシルバースターの中心に埋め込まれる形で現在も残っている。従軍記章を保有していなくても着用できるため、文民からの要望が強く、このことが議会で承認された主な理由とされている。

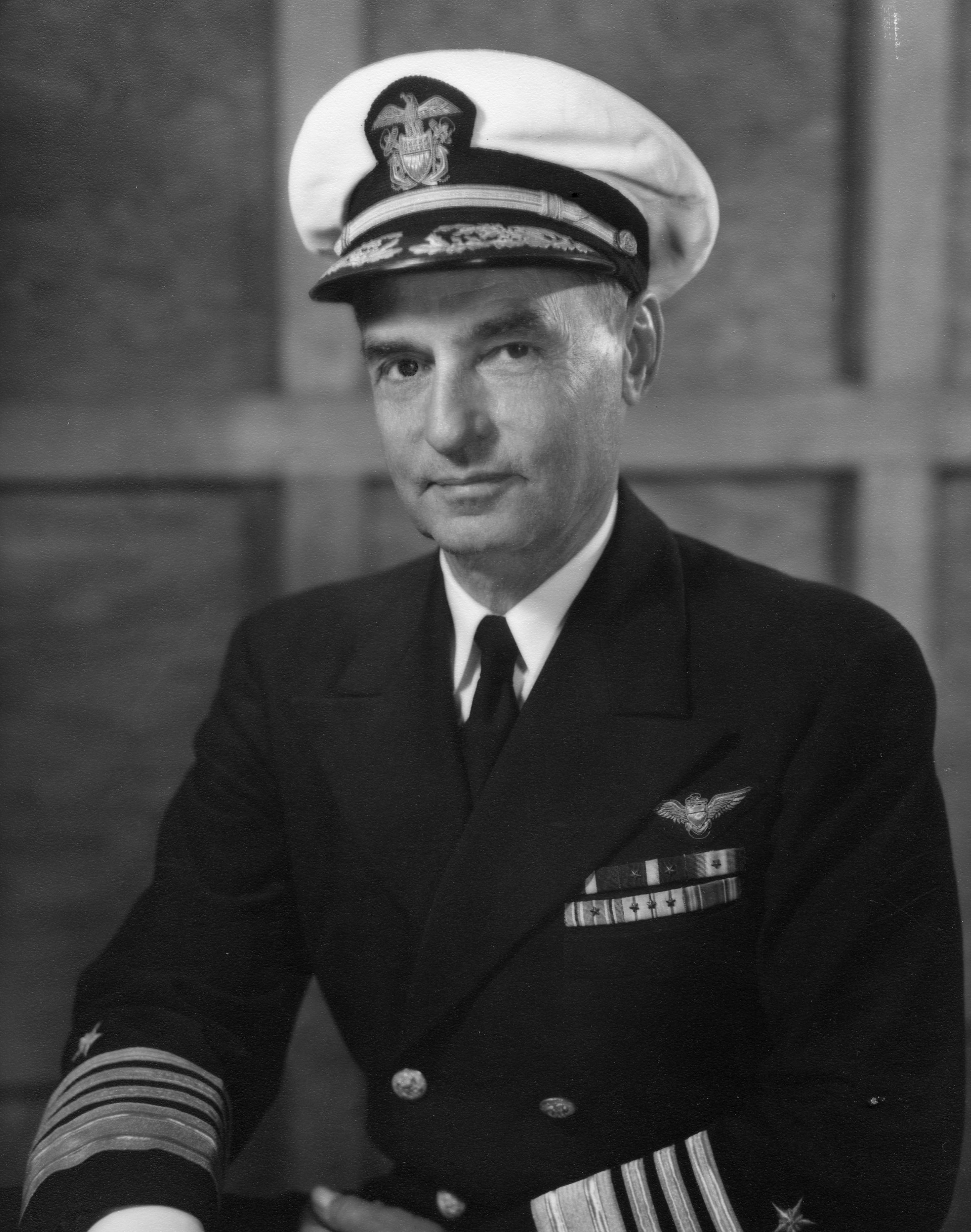
第一次世界大戦の従軍記章略綬（上段右端）にサイテーションスターを付けた海軍将官。

## 概要

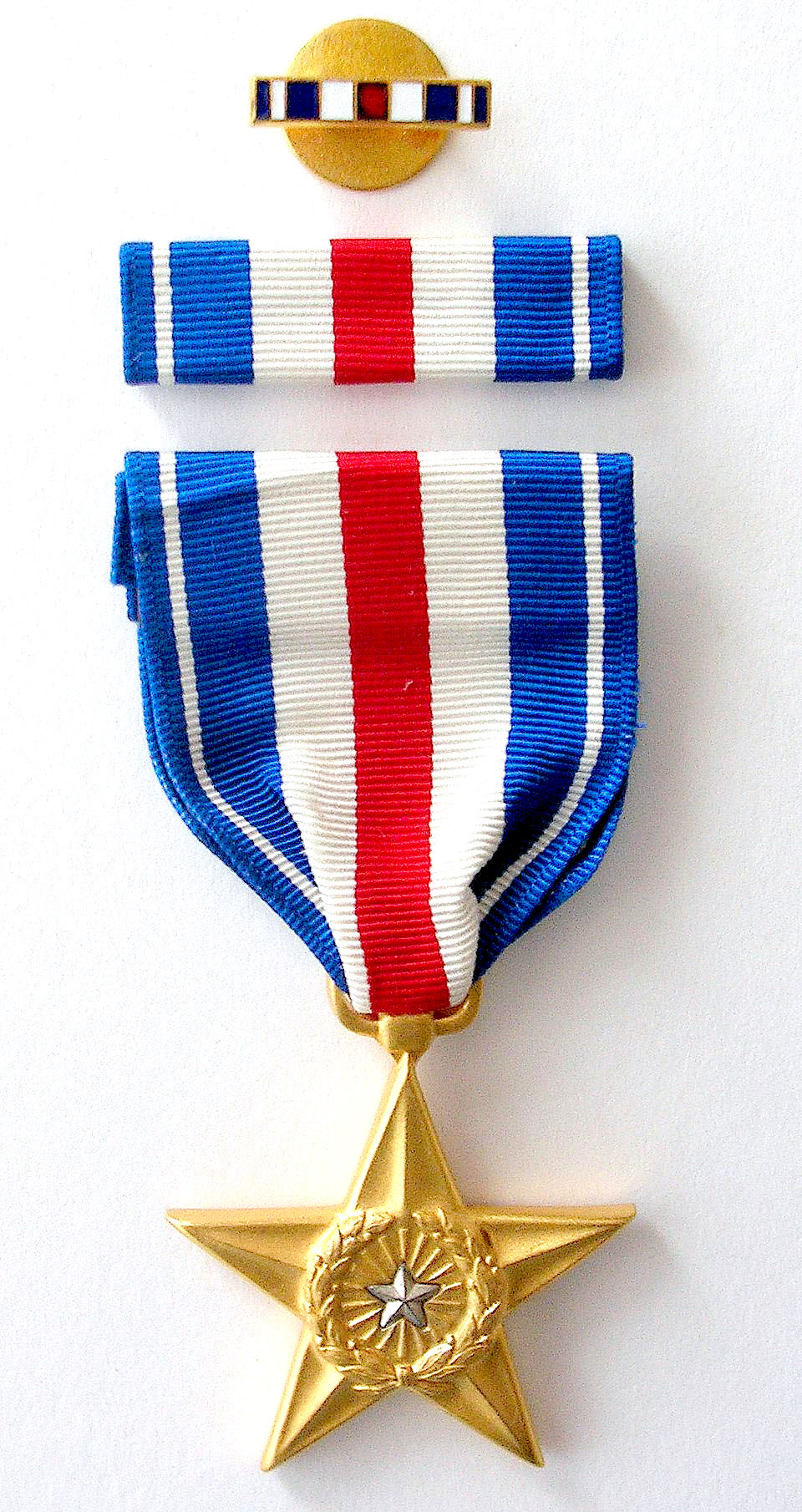
シルバースターのセット。上からピンバッジ式略章、略綬、記章。

シルバースターのメダル本体部分は（外接円の）直径が 1+1⁄2インチ（38ミリメートル）の青銅製の星形である。メダルの中心部に直径 3⁄16インチ（5ミリメートル）の銀色の星が埋め込まれていて、その周囲を囲むように（星形の内側の頂点に内接するような構図で）月桂冠があしらわれている。この銀星はサイテーション・スターの名残である。メダルの上部は長方形の環（リング）になっており、ここに幅 1+3⁄8インチ（35ミリメートル）のリボン（綬）を通し、吊すような形で制服の左胸に着用する。
綬のデザインは、「幅 7⁄32インチ（6ミリメートル）のオールド・グローリー・レッド（Old Glory red）のストライプを中央に配し、そこから左右両外側へ、幅 7⁄32 ミリメートルの白色のストライプ、幅 7⁄32 ミリメートルのウルトラマリンブルー（群青色）のストライプ、幅 3⁄64インチ（1ミリメートル）の白色のストライプ、 3⁄32インチ（2ミリメートル）のウルトラマリンブルーのストライプを内側から順に配する」と定められている。
オリジナルのリボンには衣服に取付けるためのブローチが付いているが、これを剥がして他の勲章・記章と連結し、新たなブローチやピンズを付けているケースも見られる。
略綬は、幅 1+3⁄8インチ（35ミリメートル）とメダルのリボンと同じで、高さは 3⁄8インチ（9.5ミリメートル）と規定されている。配色などのデザインはリボンのデザインに準じている。
また複数回授与された者については、陸軍・空軍の受章者は柏の葉を模したクラスター（oak leaf cluster）、海軍・海兵隊・沿岸警備隊の受章者は星形のクラスター（アワード・スター）を、それぞれ受章回数に応じて綬や略綬に追加装着する。例えば2度目の受章であれば、青銅色のオークリーフ・クラスターないしは金色のアワード・スターを1個、綬や略綬に装着する。

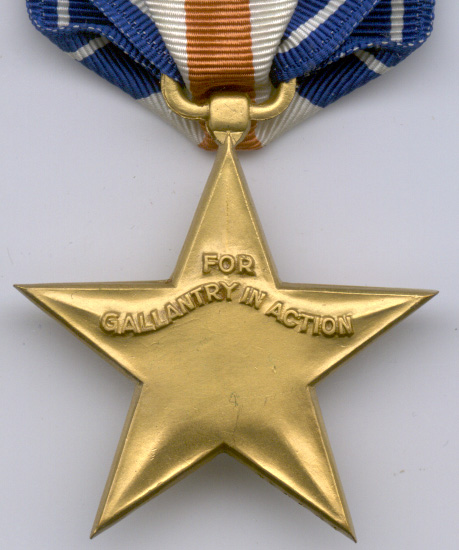
シルバースターの裏面。
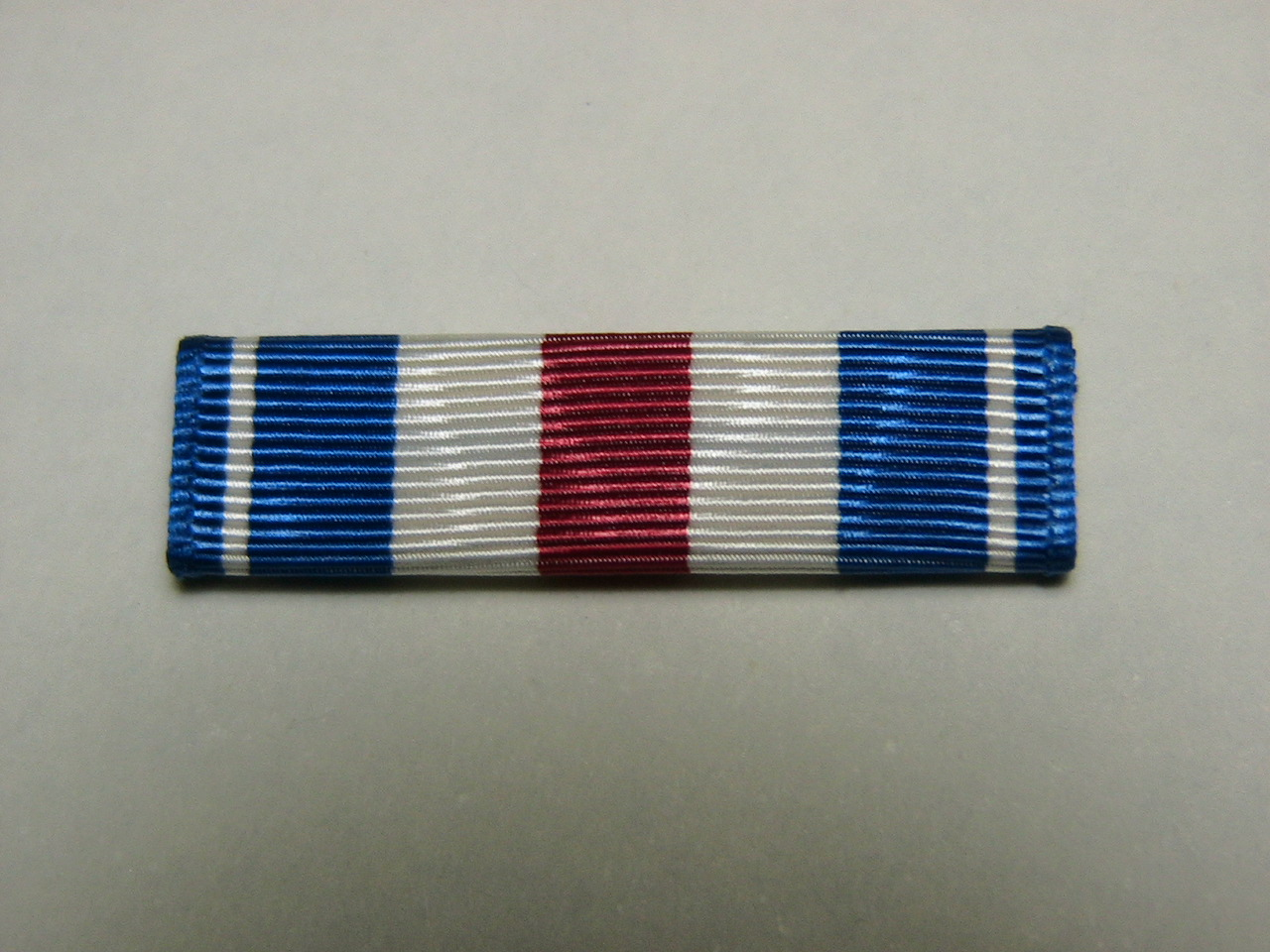
シルバースターのリボンラック用略綬。
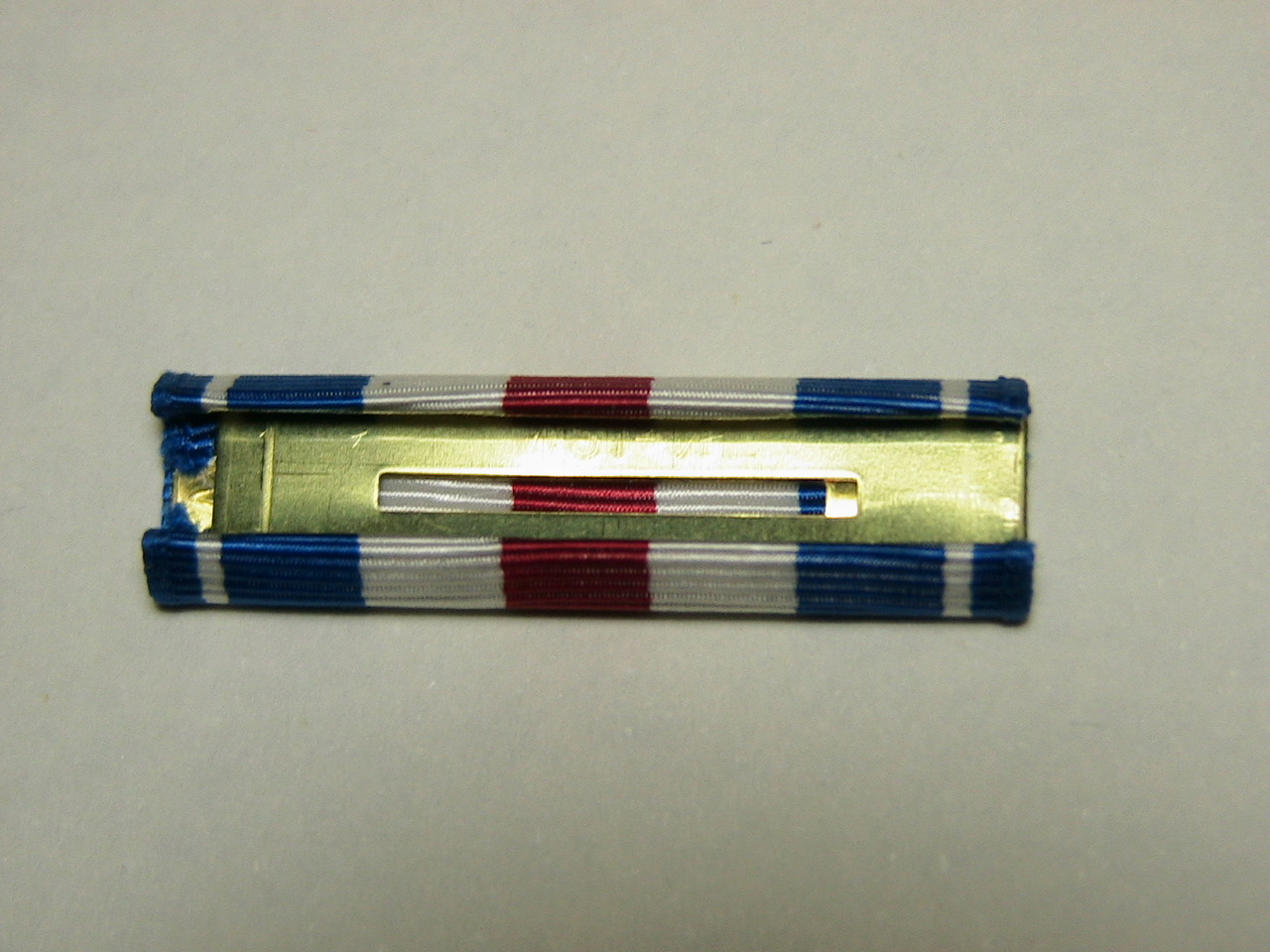
シルバースターのリボンラック用略綬裏面。
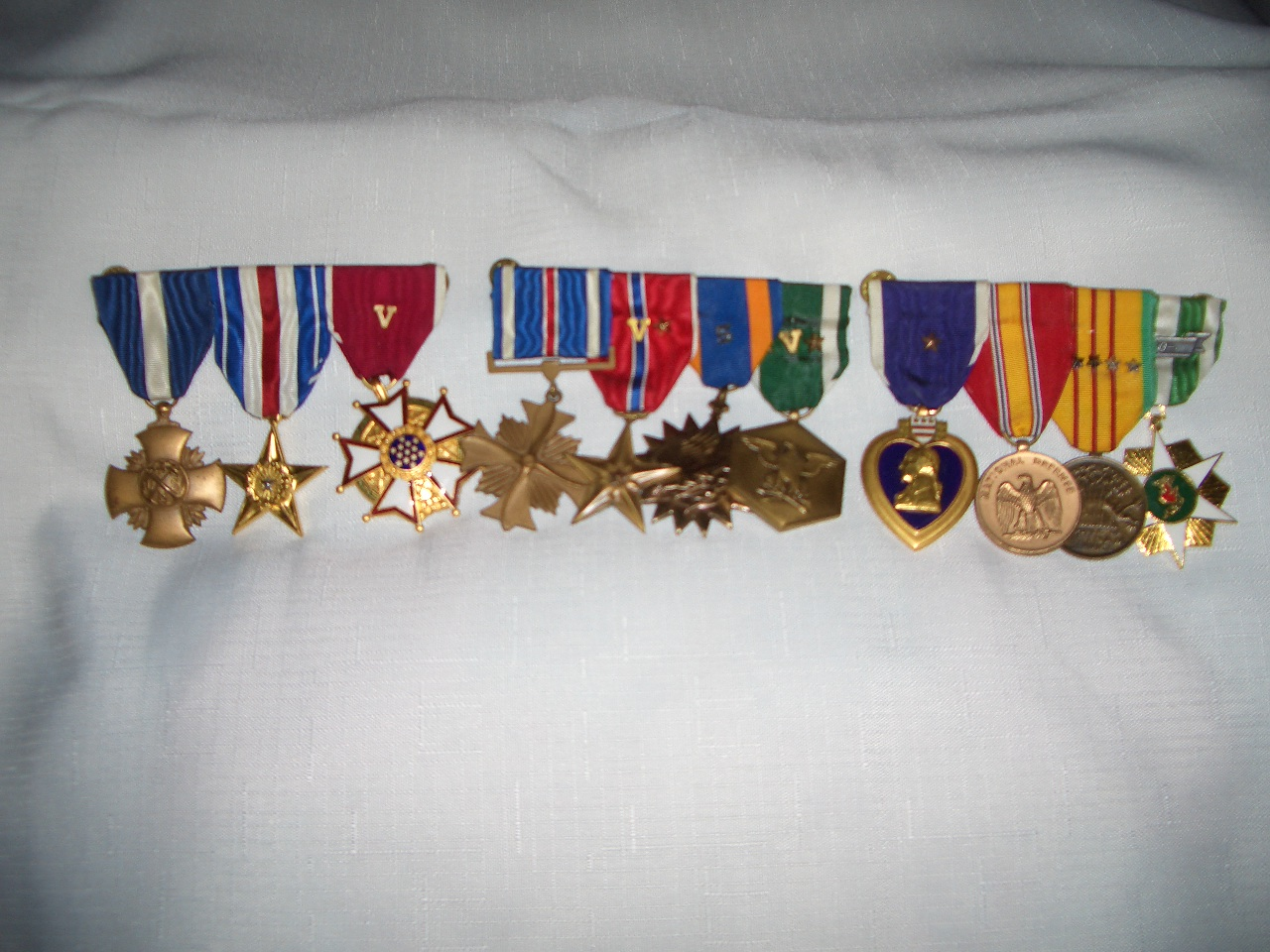
他の勲章・記章と連装されたシルバースター（左から2番目）。衣服への取り付けはピンズ式であることがわかる。

アメリカ合衆国軍の勲章・記章の序列においては、シルバースターより上位の勲章が11個存在する。すなわち、名誉勲章（陸・海・空軍用）、殊勲十字章（陸軍）、海軍十字章、空軍十字章、ディフェンス・ディスティングイッシュド・サービスメダル（国防長官の殊勲章）、殊勲章（陸・海・空軍及び沿岸警備隊用）である。このうち、三軍の名誉勲章と十字章、および四軍の殊勲章は同格なので、序列は名誉勲章→十字章→ディフェンス・ディスティングイッシュド・サービスメダル→殊勲章となる。よって、シルバースターはこれらに次ぐ5番目の章となる。また、戦闘時における功績に対してのみ授与されるという点で限定すれば、シルバースターは名誉勲章、十字章に次ぐ序列第3位の勲章となる。
名誉勲章の授与基準は「敵対する武装勢力との直接戦闘における任務の要求を越えた著しい勇敢さと生命の危険に際しての剛胆さ」とされており、生存者の受章は非常に困難である。各十字章は、「敵対する武装勢力への作戦行動における非凡な英雄的行為」、殊勲章は「責任ある重大な任務における特別な功績」である。これに対して、シルバースターは「敵対する武装勢力との交戦における勇敢さ」とされており、これら上位の勲章よりは前線将兵の受章機会は多い。

陸・海・空軍軍人の勲章・略綬に見るシルバースターの序列
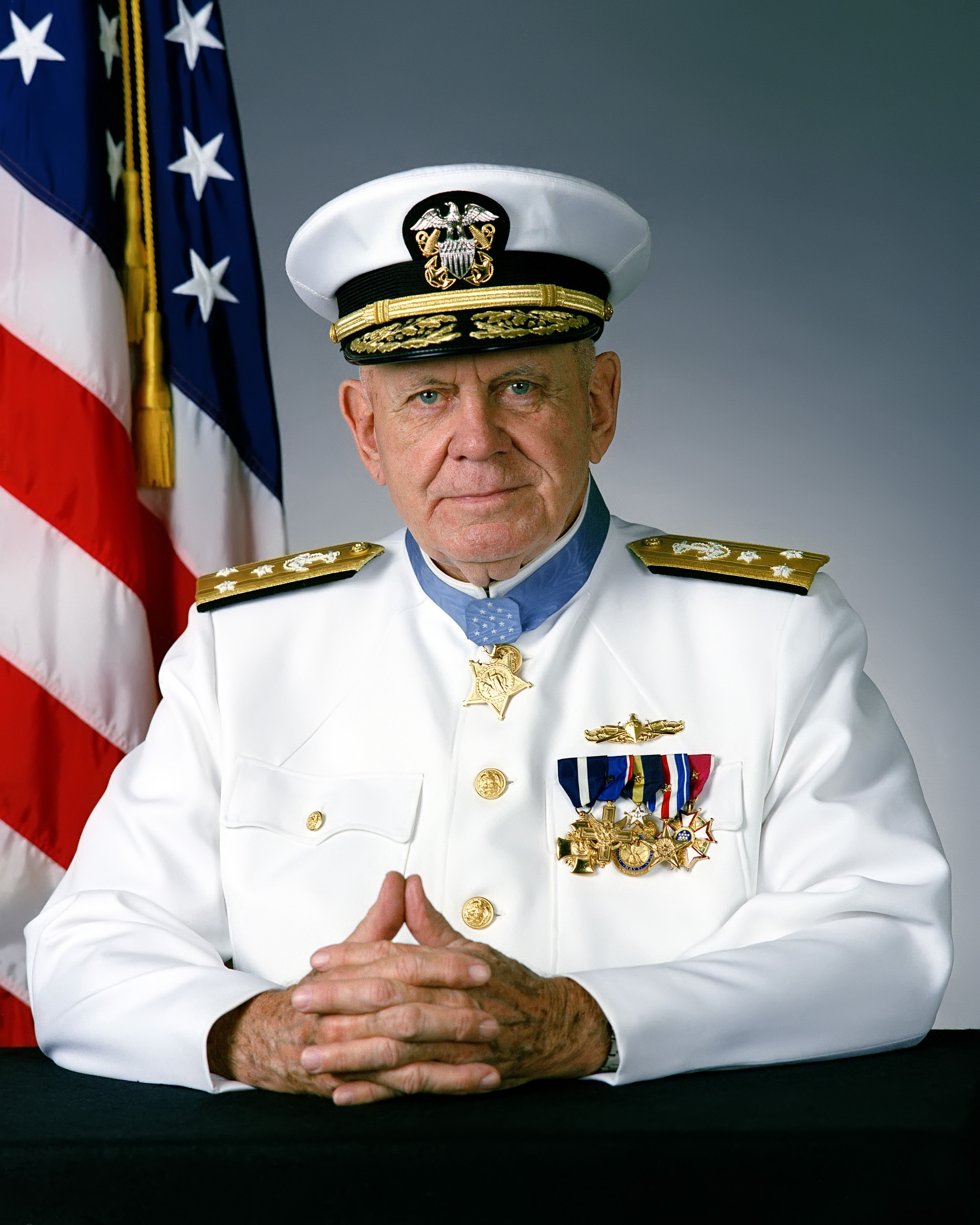
シルバースター（右から2番目）を佩用したジョン・D・バルクリー海軍中将。リボンには金色のアワード・スターが1個付けられているので、バルクリーはシルバースターを通算2度受章していることが解る。
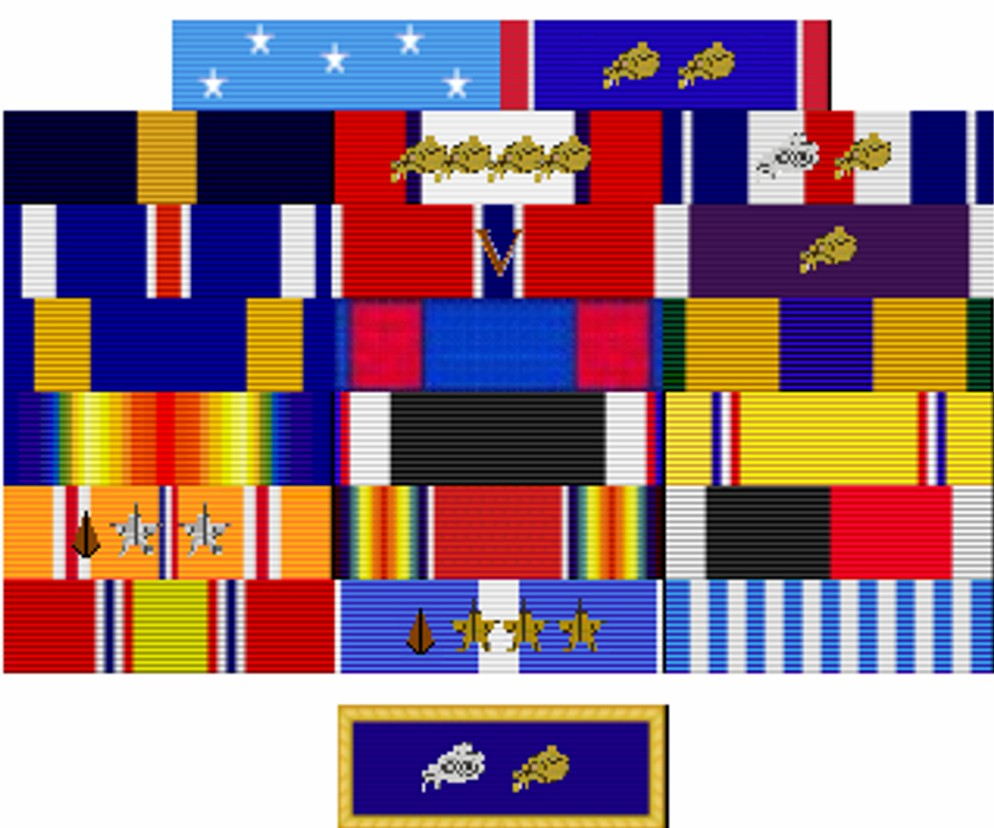
ダグラス・マッカーサー陸軍元帥のリボンラックの図。シルバースターの略綬は上から2段目の右端にあり、複数回受章を示すクラスターが銀色と青銅色それぞれ1個ずつ付けられている。銀色のクラスターは5回の受章を表すので、マッカーサーは通算7回シルバースターを受章していることが解る。
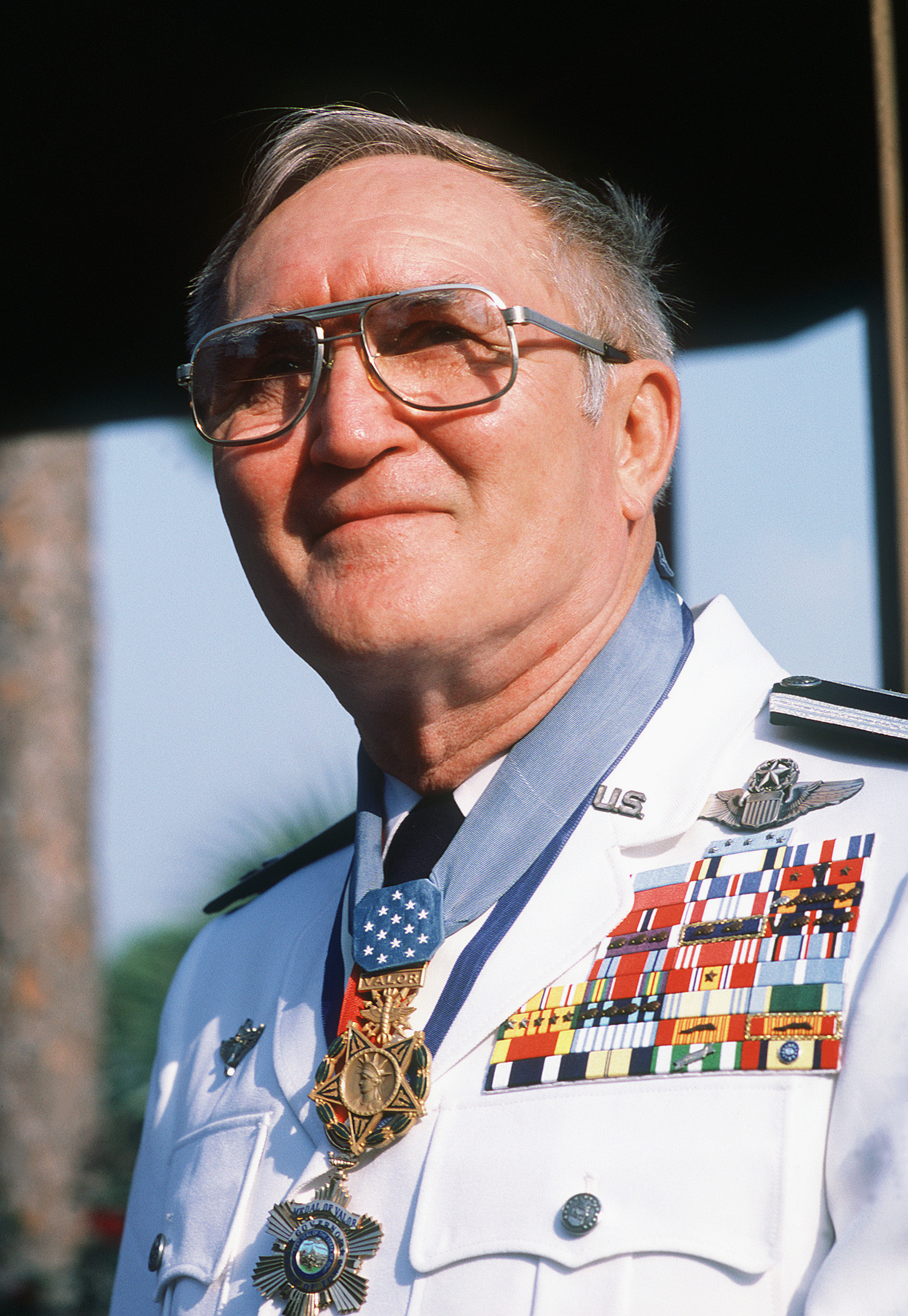
ジョージ･E･デイ空軍大佐。

## 主な受章者

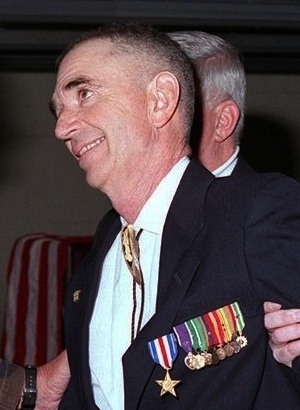
シルバースターを着けたカルロス・ハスコック

- ジョン・フォーブズ・ケリー
- ジョン・マケイン
- ジョン・R・アリソン
- ジョセフ・H・アルバース
- テリー・デ・ラ・メサ・アレン・シニア
- ベルナルド・L・オースティン
- ウィリアム・バントレー・アイコック
- ペーター・バドコーエ（二回受章）
- オリント・バーサンティ
- ロバート・H・バロー
- シーザー・バーサ
- ハリー・F・バウアー
- モリス・ジェプソン
- オリバー・ノース
- カルロス・ハスコック
- リンドン・ジョンソン
- カーミット・ビーハン
- アレクサンダー・ヘイグ
- ヨンオク・キム
- ジェームズ・K・オークボ
- スタンリー・ロジャーズ・リーザー
- パット・ティルマン
- エリック・オルソン
- マービン・G・ケネディ
- ブライアン・スタン
- ハーバート・マクマスター
- クリス・カイル